# Samoa National League 2013–14
Samoa National League 2013–14 là mùa giải thứ 24 trong lịch sử Samoa National League, giải đấu cao nhất của Liên đoàn Bóng đá Samoa. Đội vô địch là Kiwi FC với lần thứ 6 đứng ở vị trí cao nhất.